# García II van Navarra
García II Sánchez (ca. 964 – 1000), bijgenaamd El Temblón (de Sidderende), zoon van Sancho II van Navarra en Urraca Fernández, was graaf van Aragón en koning van Navarra.
García was gehuwd met Jimena Vermúdez. Hun kinderen waren:
Sancho III van Navarra, die zijn opvolger werd,
Urraca; gehuwd met Willem II van Gascogne en tweede echtgenote van Alfons V van León werd.
Samen met de koning van Leon en de graaf van Castilië trok hij in 998 ten strijde tegen de Moren en behaalde een belangrijke overwinning op generaal Almanzor. Zijn bijnaam verwierf hij door het feit dat hij steeds beefde wanneer hij de wapens opnam, alhoewel het een moedig man was.

## Voorouders
| Voorouders van García II van Navarra (964-1000) | Voorouders van García II van Navarra (964-1000)                 | Voorouders van García II van Navarra (964-1000)                 | Voorouders van García II van Navarra (964-1000)                 | Voorouders van García II van Navarra (964-1000)                 | Voorouders van García II van Navarra (964-1000)            | Voorouders van García II van Navarra (964-1000)            | Voorouders van García II van Navarra (964-1000)             | Voorouders van García II van Navarra (964-1000)             |
| ----------------------------------------------- | --------------------------------------------------------------- | --------------------------------------------------------------- | --------------------------------------------------------------- | --------------------------------------------------------------- | ---------------------------------------------------------- | ---------------------------------------------------------- | ----------------------------------------------------------- | ----------------------------------------------------------- |
| Overgrootouders                                 | Sancho I van Navarra (865-925) ∞ Toda van Navarra (876-958)     | Sancho I van Navarra (865-925) ∞ Toda van Navarra (876-958)     | Galindo II Aznárez (-922) ∞ Sancha Garcés van Navarra (-)       | Galindo II Aznárez (-922) ∞ Sancha Garcés van Navarra (-)       | Ferdinand Aznárez (-930) ∞ Munidomnia van Castilië (-)     | Ferdinand Aznárez (-930) ∞ Munidomnia van Castilië (-)     | Sancho I van Navarra (865-925) ∞ Toda van Navarra (876-958) | Sancho I van Navarra (865-925) ∞ Toda van Navarra (876-958) |
| Grootouders                                     | García I van Navarra (919-970) ∞ Andregoto van Aragón (900-972) | García I van Navarra (919-970) ∞ Andregoto van Aragón (900-972) | García I van Navarra (919-970) ∞ Andregoto van Aragón (900-972) | García I van Navarra (919-970) ∞ Andregoto van Aragón (900-972) | Ferdinand González (910-970) ∞ Sancha van Navarra (-959)   | Ferdinand González (910-970) ∞ Sancha van Navarra (-959)   | Ferdinand González (910-970) ∞ Sancha van Navarra (-959)    | Ferdinand González (910-970) ∞ Sancha van Navarra (-959)    |
| Ouders                                          | Sancho II van Navarra (-999) ∞ Urraca Fernández (935-1007)      | Sancho II van Navarra (-999) ∞ Urraca Fernández (935-1007)      | Sancho II van Navarra (-999) ∞ Urraca Fernández (935-1007)      | Sancho II van Navarra (-999) ∞ Urraca Fernández (935-1007)      | Sancho II van Navarra (-999) ∞ Urraca Fernández (935-1007) | Sancho II van Navarra (-999) ∞ Urraca Fernández (935-1007) | Sancho II van Navarra (-999) ∞ Urraca Fernández (935-1007)  | Sancho II van Navarra (-999) ∞ Urraca Fernández (935-1007)  |